# Vilcún
Vilcún är en ort i Chile.   Den ligger i provinsen Provincia de Cautín och regionen Región de la Araucanía, i den södra delen av landet, 600 km söder om huvudstaden Santiago de Chile. Vilcún ligger 295 meter över havet och antalet invånare är 9 241.
Terrängen runt Vilcún är lite kuperad. Runt Vilcún är det glesbefolkat, med 11 invånare per kvadratkilometer.. Det finns inga andra samhällen i närheten. 
I omgivningarna runt Vilcún växer i huvudsak blandskog.